# Partenio IV di Costantinopoli
Partenio IV (in greco Παρθένιος Δ΄?; Adrianopoli, ... – Adrianopoli, ...; fl. XVII secolo) è stato un arcivescovo ortodosso greco, patriarca ecumenico di Costantinopoli per cinque volte nel corso del XVII secolo.

## Biografia
Poco si sa della sua vita prima dell'elezione a patriarca di Costantinopoli. Nacque nella prima metà del diciassettesimo secolo, probabilmente ad Adrianopoli. Viene anche chiamato Mogilalos o Choumchoumis. Acquisì popolarità dopo la sua elezione a metropolita di Bursa avvenuta nel gennaio 1655. Da metropolita si occupò del restauro e della decorazione della Chiesa di San Giorgio, che divenne la cattedrale della città di Bursa. 
Venne eletto patriarca di Costantinopoli per la prima volta il 1º maggio 1657 e ci rimase fino al giugno 1662, quando fu deposto ritornando alla precedente metropolia. Decise però di lasciare la diocesi di Bursa e trasferirsi in Valacchia. Dalla Valacchia tornò a Costantinopoli per diventare nuovamente patriarca il 21 ottobre 1665. Nel settembre 1667 fu deposto dal trono patriarcale una seconda volta ed esiliato a Tenedos. Pochi mesi dopo venne richiamato e nominato metropolita di Proilabos, prima di stabilirsi ad Adrianopoli e diventare metropolita di Tirnovo senza obblighi pastorali. 
Nel marzo 1671, Partenio divenne per la terza volta patriarca di Costantinopoli, dopo aver pagato 20.000 fiorini al sultano ottomano. Fu patriarca per circa un anno e mezzo, fino all'ottobre 1671, quando fu esiliato a Cipro. Successivamente gli fu permesso di lasciare l'isola e decise di ritornare ad Adrianopoli. Partenio divenne patriarca per la quarta volta il 1º gennaio 1675 fino al 24 ottobre 1676. Divenne per la quinta volta patriarca di Costantinopoli nel 1684 e decise di dimettersi nel 1685, ritirandosi come metropolita senza obblighi pastorali di Anchialos. 
La data della morte di Partenio è sconosciuta, ma probabilmente avvenne nel tardo diciassettesimo secolo ad Adrianopoli. 